# Gloeophyllum nigrozonatum
Gloeophyllum nigrozonatum är en svampart som beskrevs av Murrill 1908. Gloeophyllum nigrozonatum ingår i släktet Gloeophyllum och familjen Gloeophyllaceae.   Inga underarter finns listade i Catalogue of Life.